# Ясен пенсильванський
Ясен пенсильванський (Fraxinus pennsylvanica L.) — вид дерева роду ясен (Fraxinus L.), родини маслинових (Oleaceae L.).
У 2023 році, згідно з наказом Міністра захисту довкілля та природних ресурсів України № 695/39751 від 05.05.2023 року включений до "Переліку чужорідних видів дерев, заборонених у відтворенні лісів", з відповідною забороною використовувати його для створення та відновлення лісів і полезахисних смуг в Україні.

## Біоморфологічна характеристика
Це велике (до 25 м заввишки) дводомне, листопадне, запилюване вітром дерево. Стовбур має діаметр всього 50 см з неглибоко борознистою коричневою корою. Гілки коричнево-червонуваті, із запушеними, коричневими або коричнево-червонуватими зимовими бруньками. Листки 25—30 см завдовжки, непарноперисті, з 5—7(9) листочками; ніжка листка 3.5—8 см, гола чи запушена; листочки 6—15 × 2—4 см, гостро-зубчасті, з обох сторін зелені, на звороті запушені. Восени листя набуває яскраво-жовтого забарвлення, влітку блискуче. Суцвіття волотисте, щільне, пазушне або кінцеве, на гілках попереднього року, до появи листя. Квітки одностатеві. Цвіте в період з березня по травень (залежно від регіону). Плоди — це подовжені однонасінні крилатки 23.4—45.2 × 3.8—6.5 мм, які розсіюються вітром або водою. Насіння 8.2—11.2 × 1.5—2.4 мм. 2n = 46.

## Поширення й екологія
Ареал виду охоплює південь Канади, територію США крім заходу, й можливо трапляється в Мексиці; вид завезений до Аргентини, Кореї, багатьох країн Європи. 
Росте на висотах від 0 до 3000 метрів. Зростає у вологому середовищі, зрідка на болотах, процвітаючи на родючих, вологих, але добре дренованих ґрунтах. Переносить широкий діапазон температур і опадів.
Цей ясен є особливо важливим деревом у лісах Середнього Заходу США, навколо Великих озер, де він може представляти до чверті деревної біомаси лісу. Насіння зеленого ясена є важливим джерелом їжі для тварин.
В Україні вид зростає у садах, парках, придорожніх насадженнях, лісосмугах, полезахисних лісосмугах  — у різних районах, спорадично.

## Використання
Деревина міцна, довговічна та стійка до ударів. Отже, вона цінна для спеціальних предметів, таких як ручки інструментів та бейсбольні бити. Його гарна форма та придатність як тіньового дерева зробили цей ясен популярним декоративним деревом, і його широко висаджують як паркове та вуличне дерево.

## Загрози
Ясенева вузькотіла смарагдова златка (Agrilus planipennis) безумовно є найсерйознішою загрозою для F. pennsylvanica. A. planipennis може знищити саджанці ясена до того, як вони досягнуть репродуктивної зрілості.

## Галерея

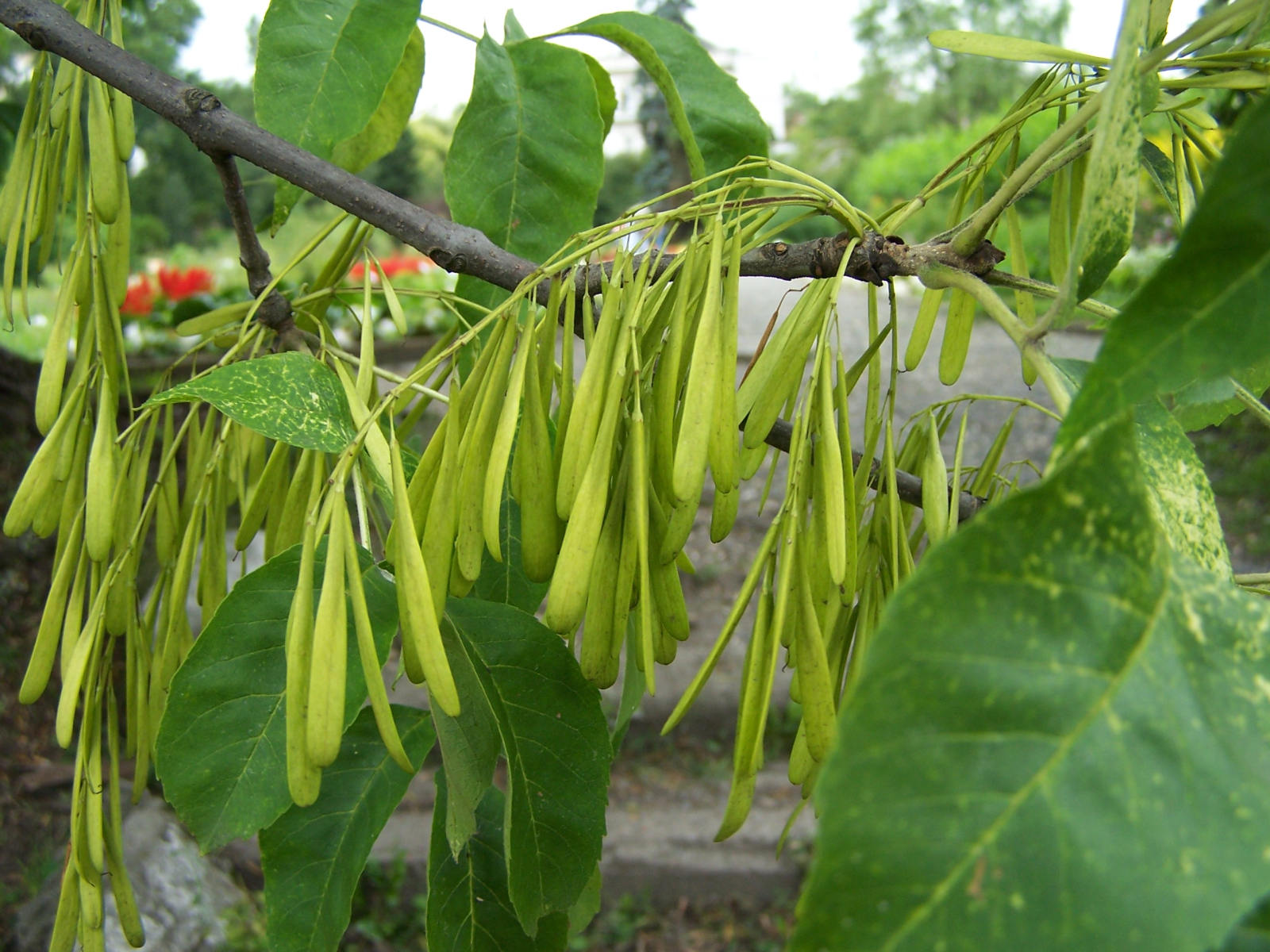
Плоди — крилатки
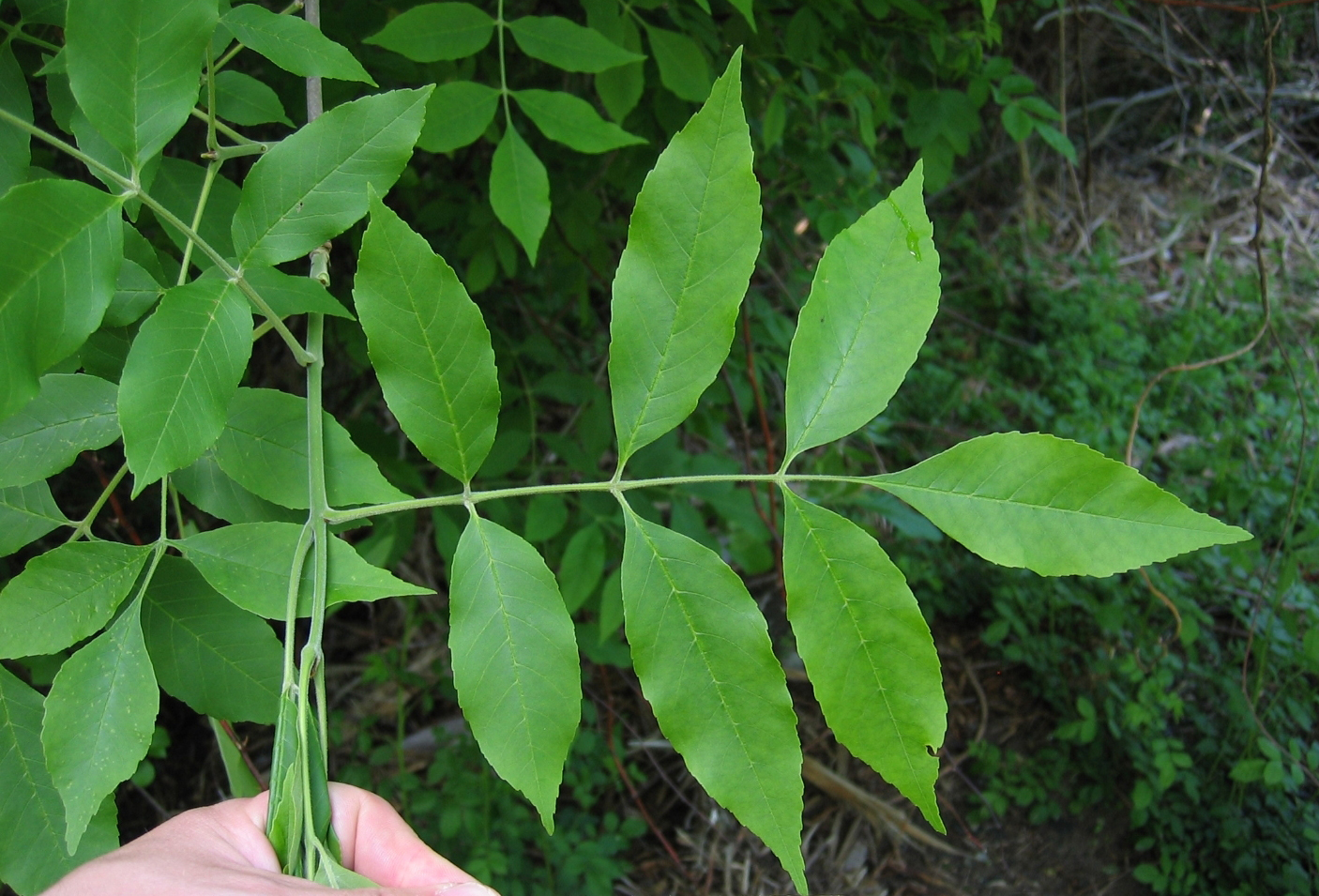
Листя
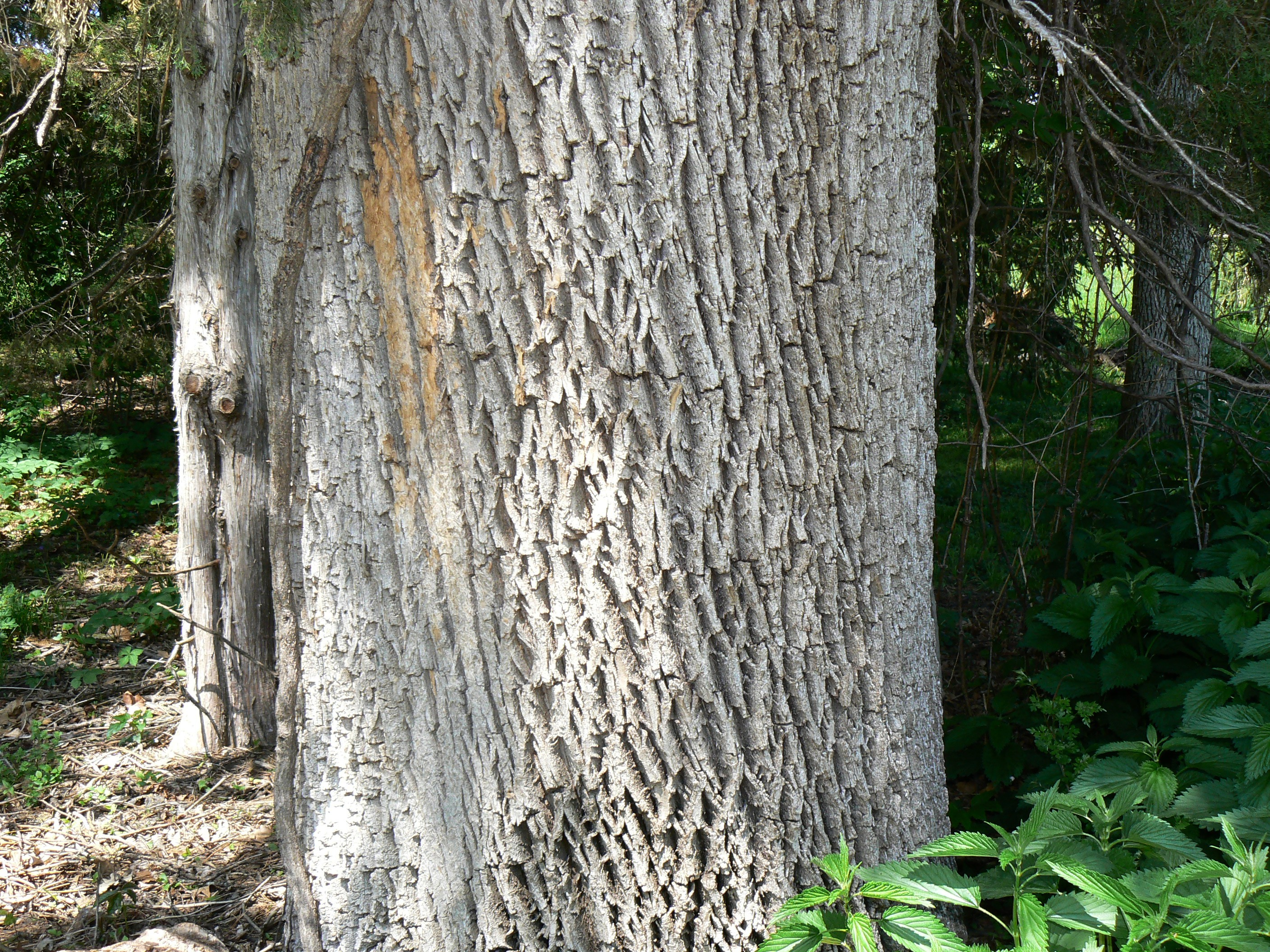
Кора
Поперечний переріз стовбура
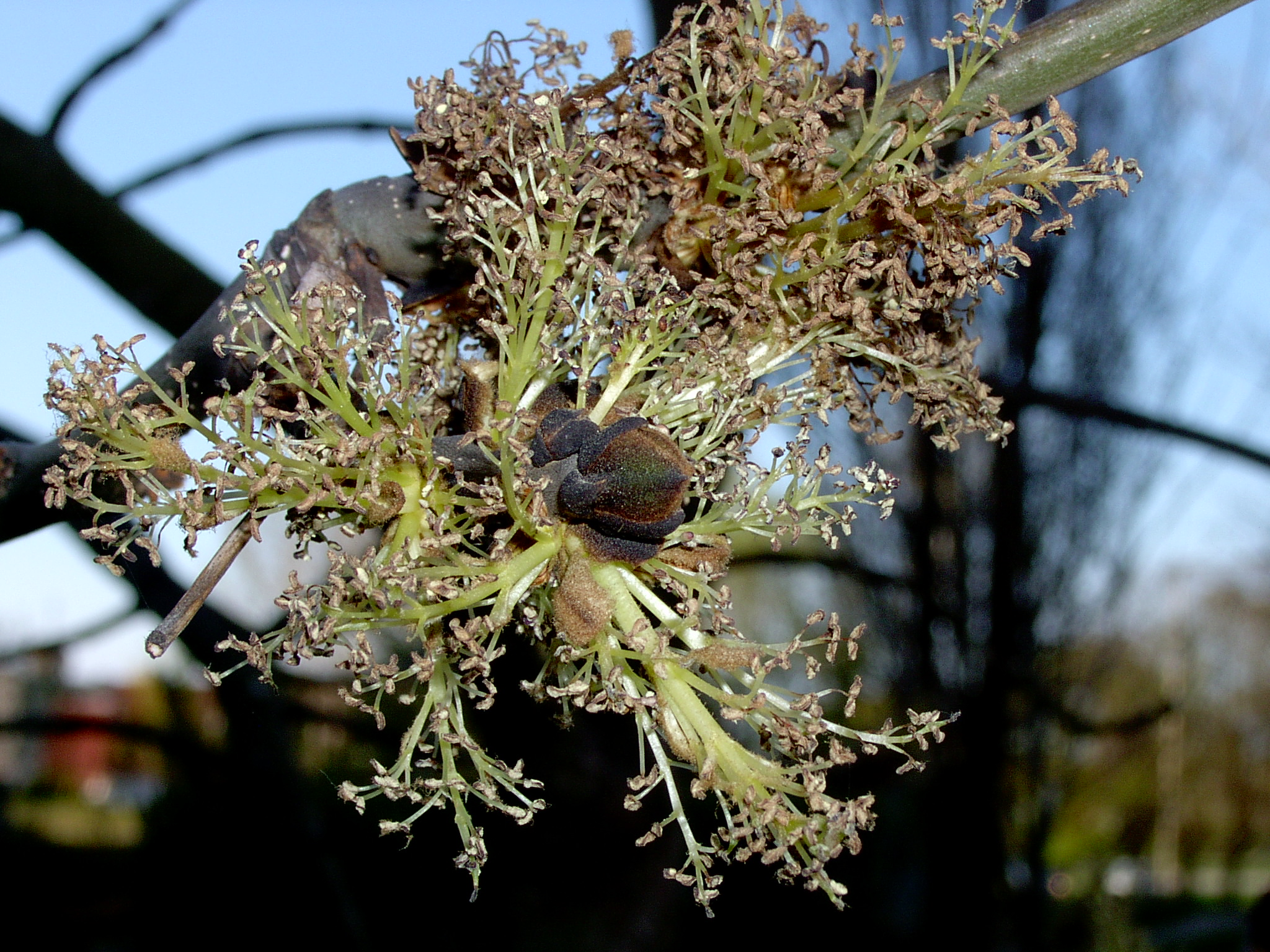
Суцвіття
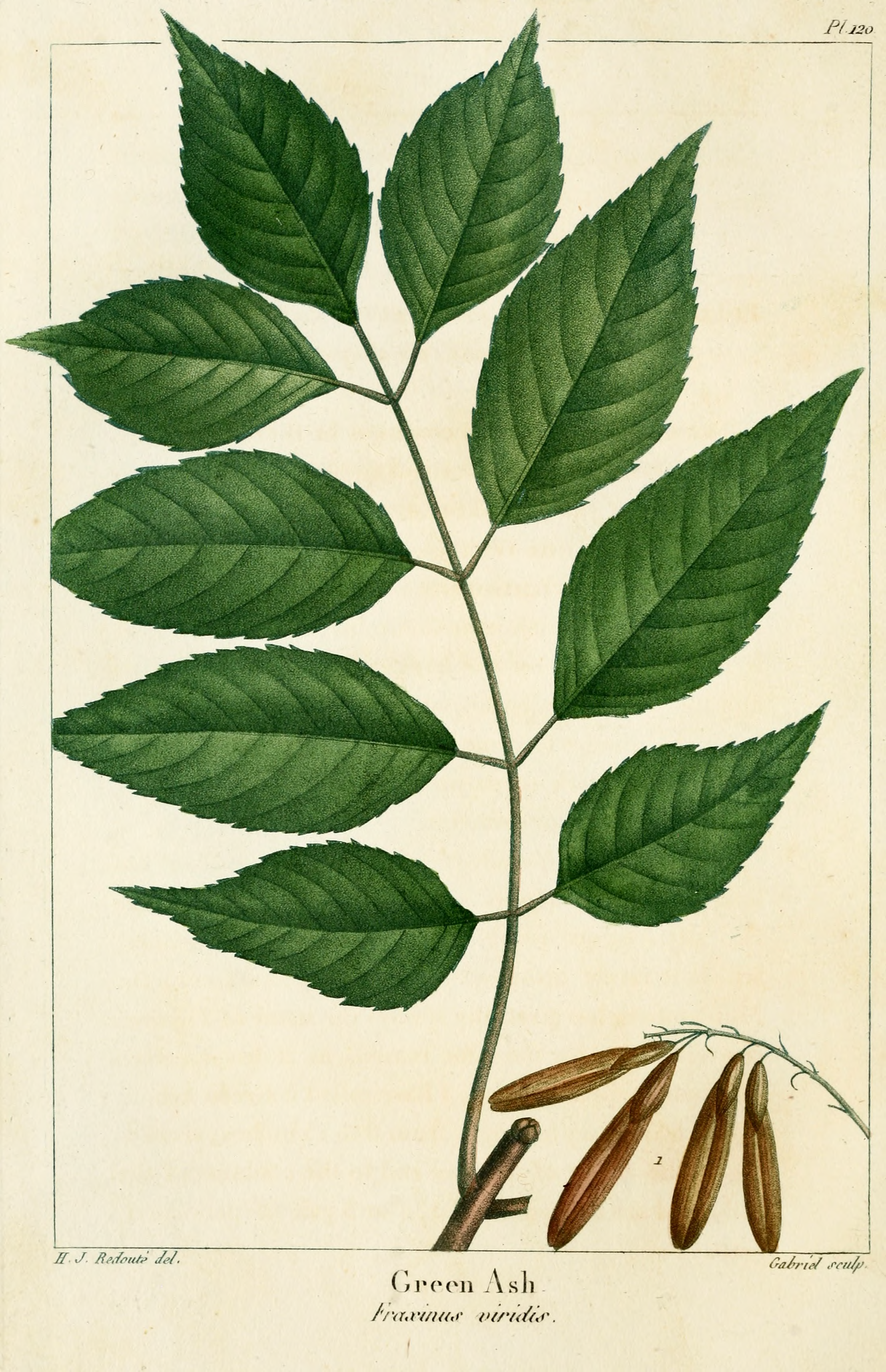
Ілюстрація